# IC 1094-3
IC 1094-3 — галактика типу C  M (компактна змішана галактика) у сузір'ї Волопас.
Цей об'єкт міститься в оригінальній редакції індексного каталогу.